# Svartliden-Whitberget
Svartliden-Whitberget är ett naturreservat i Arvidsjaurs kommun i Norrbottens län.
Området är naturskyddat sedan 2013 och är 1,4 kvadratkilometer stort. Reservatet omfattar ett berg med detta namn. Reservatet består främst av gammal urskogartad gran- och barrblandskog. 